# Violetta Villas
Czesława Maria Cieślak (de casada: Czesława Maria Gospodarek; Lieja, 10 de junio de 1938 - Lewin Klodzki, Voivodato de Baja Silesia,  Polonia, 5 de diciembre de 2011), más conocida como Violetta Villas fue una soprano de origen polaco.
Cantante, compositora, letrista y actriz de teatro y cine, Villas poseía un rango vocal de cinco octavas que le permitía saltar desde oscuros graves como un E2 hasta excelentes agudos como un A7. 
Gracias a su extenso registro, Villas podía funcionar como barítono, tenor, contralto, mezzosoprano y soprano con pleno dominio y comodidad en todos los roles; un atributo único entre los cantantes de cualquier género, en los campos de la música clásica y popular. Poseía también la habilidad de ejecutar la coloratura en cualquier registro, y gozaba de un perfecto control de vibrato, así como la velocidad del mismo; lo que, en su rango agudo, dependiendo también de su abarcadora y variable impostación, le permitía ser clasificada como una soprano de cualquier tipo: lírica, ligera, dramática, de coloratura, spinto, soubrette, sfogato y falcon. Tocaba el piano, el violín y el trombón; y poseía, además de una perfecta afinación, un oído absoluto.
Villas asistió a la escuela en Szczecin, Breslavia y Varsovia. En el año 1966, debutó en el Olympia en París, después en el Casino de Paris en Las Vegas. En Las Vegas Violetta Villas cantó con Frank Sinatra, Barbra Streisand y Eartha Kitt.
En el año 1971 Villas volvió a Polonia.

## Discografía

### LP albums
| Year | Title                             |
| ---- | --------------------------------- |
| 1962 | Rendez-vous with Violetta Villas  |
| 1966 | Violetta Villas                   |
| 1967 | Violetta Villas                   |
| 1967 | For you my darling                |
| 1968 | About Love...                     |
| 1977 | There is no love without jealousy |
| 1980 | Old hits                          |
| 1986 | Violetta Villas                   |
| 1987 | The greatest hits                 |

### CD albums
| Year | Title                                               |
| ---- | --------------------------------------------------- |
| 1992 | For you beloved                                     |
| 1992 | The most beautiful christmas carols                 |
| 1994 | Dolly                                               |
| 1995 | VV - gold hits, part 1                              |
| 1995 | VV - gold hits, part 2                              |
| 1996 | Golden hits                                         |
| 1997 | Jestem taka a nie inna                              |
| 1997 | Christmas carols                                    |
| 1998 | Dolly                                               |
| 1999 | Platinum collection                                 |
| 1999 | V. Villas sings the most beautiful christmas carols |
| 2000 | Kiss of fire                                        |
| 2000 | Golden hits                                         |
| 2001 | When Jesus Christ was born...                       |
| 2001 | Violetta Villas                                     |
| 2001 | For you my darling                                  |
| 2001 | There is no love without jealousy                   |
| 2003 | Valentine hits                                      |
| 2003 | To you, mother                                      |
| 2004 | Christmas carol of hearts                           |
| 2006 | I am what I am                                      |
| 2007 | To comfort the heart and warmth the soul            |
| 2009 | From archive of the Polish Radio, vol. 11           |
| 2009 | When Jesus Christ was born... - reedition           |

### MC
| Year | Title                             |
| ---- | --------------------------------- |
| 1969 | Las Vegas                         |
| 1977 | There is no love without jealousy |
| 1987 | The greatest hits                 |
| 1992 | For you beloved, part 1           |
| 1992 | For you beloved, part 2           |
| 1992 | The best of                       |
| 1992 | The best of, part 1               |
| 1992 | The best of, part 2               |
| 1992 | The best of, part 3               |
| 1994 | Doll                              |
| 1994 | I am what I am                    |
| 1995 | Only to you                       |
| 1996 | Golden hits                       |
| 1997 | Christmas carols                  |
| 1997 | Jestem taka a nie inna            |
| 1998 | Golden hits                       |
| 1999 | Platunim collection               |
| 2000 | Violetta Villas                   |
| 2000 | Kiss of fire                      |

### Singles
| Rok  | Tytuł                             |
| ---- | --------------------------------- |
| 1961 | Ja ci nie wierzę                  |
| 1961 | Taki mróz                         |
| 1961 | Nie zdążyłam                      |
| 1961 | Dla ciebie miły                   |
| 1961 | Marianna ruda                     |
| 1961 | Sekret                            |
| 1961 | Dla ciebie miły                   |
| 1961 | Kiedy Allach szedł                |
| 1962 | Ożeń się Johny                    |
| 1962 | To mówią marakasy                 |
| 1962 | Duety z Tadeuszem Woźniakowskim   |
| 1963 | Szesnaście lat                    |
| 1963 | Zorro                             |
| 1963 | Kiedy Allach szedł                |
| 1964 | Muzyka taneczna                   |
| 1964 | Błękitna tarantella               |
| 1964 | Opole - stolica polskiej piosenki |
| 1964 | Uśmiechem miłość się zaczyna      |
| 1965 | Jak nie to nie                    |
| 1965 | Nic nikomu nie mów                |
| 1965 | Józek                             |
| 1966 | Do ciebie mamo                    |
| 1966 | Dla ciebie miły                   |
| 1966 | Nie jestem taka zła               |
| 1969 | Do ciebie mamo                    |
| 1986 | Mundial'86                        |
| 1987 | Sosna z mego snu                  |
| 1987 | Wszedzie gdzie ty                 |

### Cardboard records
| Year | Title                        |
| ---- | ---------------------------- |
| 1964 | Przyjdzie na to czas         |
| 1964 | Czterdzieści kasztanów       |
| 1965 | Mamma                        |
| 1965 | Do ciebie, mamo              |
| 1967 | W Zakopanem pada deszcz      |
| 1970 | Znowu ciebie mam             |
| 1977 | Nie ma miłości bez zazdrości |

### Compilation albums
| Title                                                                            | Album                                 |
| -------------------------------------------------------------------------------- | ------------------------------------- |
| Przyjdzie na to czas                                                             | Powracające melodyjki                 |
| Wszędzie, gdzie ty                                                               | Przeboje gwiazd                       |
| Czterdzieści kasztanów                                                           | Piosenki J. Gałkowskiego              |
| Wszędzie, gdzie ty                                                               | Przeboje'78                           |
| Sosna z mego snu                                                                 | Niebo z moich stron                   |
| Do ciebie mamo                                                                   | Gdzie ten świat młodych lat           |
| Wszędzie, gdzie ty                                                               | Succurrens                            |
| Przyjdzie na to czas                                                             | Przeboje 40-lecia                     |
| Całuj gorąco                                                                     | Andrzej Jastrzębiec-Kozłowski         |
| Ave Maria no morro                                                               | Stefan Rachoń przypomina              |
| Granada                                                                          | Z melodią i piosenką dookoła świata   |
| Maria la O                                                                       | Z melodią i piosenką dookoła świata   |
| Do ciebie mamo                                                                   | XX-lecie PP Polskie Nagrania          |
| Mazurskie wspomnienia                                                            | Mimozami jesień się zaczyna           |
| Wszędzie, gdzie ty                                                               | Andrzej Januszko i jego piosenki      |
| Jesteś mi potrzebny                                                              | L. Bogdanowicz i jego piosenki        |
| Spójrz prosto w oczy Przyjdzie na to czas                                        | Tych lat nie odda nikt                |
| Do ciebie mamo                                                                   | Piosenki dla mojej matki              |
| Dla ciebie miły Szesnaście lat                                                   | Przeboje R. Siedleckiego              |
| Dla ciebie miły                                                                  | Z melodią i piosenką dookoła świata   |
| Szesnaście lat                                                                   | Z melodią i piosenką dookoła świata   |
| Szesnaście lat Zegar z kukułką Czy lubi pani tańczyc twista Spójrz prosto w oczy | Daj mi zachować wspomnienia           |
| Przyjdzie na to czas                                                             | Rytmy młodych                         |
| Dla ciebie miły                                                                  | Piosenki lat 50-tych vol. 2           |
| Wachlarz                                                                         | Z archiwum Veritonu                   |
| Ali alo                                                                          | Z archiwum Veritonu                   |
| Kiedy Allach szedł                                                               | Z archiwum Veritonu                   |
| Dla ciebie miły                                                                  | Konkurs Piosenki Polskiej '61         |
| Czy pani tańczy twista                                                           | Radiowe piosenki miesiąca             |
| Marianna ruda                                                                    | Kalejdoskop piosenek nr 3             |
| Salomon                                                                          | Czarny Alibaba i inne piosenki        |
| Józek                                                                            | Złote Przeboje vol.5                  |
| Dla ciebie miły                                                                  | Naj z Naj                             |
| Taki mróz                                                                        | Komu piosenkę                         |
| Rudy rydz                                                                        | Złote Przeboje 50-60                  |
| Dla ciebie miły                                                                  | Klasyka Polskiej Piosenki cz. 3       |
| Spójrz prosto w oczy                                                             | Piosenki Wojciecha Piętowskiego       |
| Salomon Czy pani tańczy twista                                                   | T. Woźniakowski - największe przeboje |
| Kochaj mnie, a będę twoją                                                        | Tata 2                                |
| Do ciebie mamo                                                                   | Piosenki dla mamy                     |
| Złota maska Szczęścia nie szukaj daleko                                          | Wasowski da się lubić                 |
| Szesnaście lat                                                                   | Miłość ze szkolnej ławki              |
| Mazurskie wspomnienia                                                            | Lato, ty i ja                         |
| Do ciebie mamo                                                                   | Piosenki dla mojej matki              |